# Disney Channel (Reino Unido e Irlanda)
O Disney Channel foi um canal de entretenimento para crianças e adolescentes disponível no Reino Unido e na República da Irlanda desde 1 de outubro de 1995. Um serviço Timeshift de uma hora chamado Disney Channel +1 estava disponível na Sky e na Virgin Media . O Disney Channel teve dois canais irmãos; Disney Junior e Disney XD.
Foi anunciado em 26 de junho de 2020 que o Disney Channel, Disney XD e Disney Junior fechariam em 1 de outubro de 2020 devido ao fato de a Disney não conseguir um novo contrato de transporte com a Sky e a Virgin Media, resultando em todo o conteúdo do canal para passar para Disney+.

## História
O Disney Channel foi originalmente planejado para ser lançado em 1989 no recém-lançado serviço de satélites Sky . Ele foi destaque em grande parte do material promocional em torno do lançamento da Sky Television e do satélite Astra. A joint venture com a Sky entrou em colapso em maio de 1989, após a discussão sobre o empreendimento ter ocorrido desde novembro de 1988, mas a Disney sentiu que não estava mais em pé de igualdade na "responsabilidade decisória" na parceria 50-50. A Disney deveria iniciar dois canais, mas quando as negociações fracassaram, a Sky emitiu uma ação contra a Disney, alegando prejuízos de 1,5 bilhão de libras. O processo foi posteriormente resolvido com a Disney vendendo sua participação na joint venture de volta à Sky, e concordando em licenciar sua biblioteca de filmes por um período de cinco anos.
O Disney Channel finalmente foi lançado no Reino Unido na Sky em 1º de outubro de 1995, como o primeiro Disney Channel na Europa e fora dos Estados Unidos. Sua primeira transmissão foi a estréia na televisão britânica do longa-metragem de animação The Jungle Book .
Em 29 de setembro de 2000, o Disney Channel lançou dois canais irmãos, o Playhouse Disney (agora conhecido como Disney Junior) voltado para a pré-escola e o agora extinto canal de desenho animado Toon Disney, de 24 horas. Toon Disney acabou sendo substituído pelo Disney Cinemagic, que se tornou Sky Movies Disney ). Um intervalo de uma hora, o Disney Channel +1, foi lançado no mesmo dia. Apesar do lançamento do Playhouse Disney, o Disney Channel continuou a transmitir um bloco de programas pré-escolares da Playhouse Disney durante as manhãs escolares, embora em anos posteriores tenha diminuído bastante, e o bloco foi descartado em julho de 2004. Em 15 de março de 2003, um novo logotipo e gráficos foram introduzidos.
Em 16 de março de 2007, foram feitas mudanças nos serviços da Disney no Reino Unido. Disney Channel e Playhouse Disney deixaram de ser canais premium e passaram a fazer parte de pacotes de assinatura de nível básico (como o "Kids Mix" da Sky). Um novo serviço premium, o canal de assinatura Disney Cinemagic, foi lançado para levar a Disney ranhura no pacote premium Sky Movies; Toon Disney foi substituído por Cinemagic, Toon encerrou às 6:00 da manhã e Cinemagic foi lançado às 10:00 da manhã. A principal transmissão de uma hora do Disney Channel, o Disney Channel +1 fechou e foi substituído pelo Disney Cinemagic +1. No entanto, o Disney Channel +1 retornou em 26 de junho de 2006.
Em 27 de outubro de 2006, o Disney Channel foi adicionado ao Top Up TV Anytime, um serviço que faz o download da programação  durante a noite de vários canais para um Thomson DTI 6300-16 . Em 2007, a Disney adicionou mais conteúdo On Demand ao serviço da Virgin Media. Em 22 de novembro de 2007, foi anunciado que o Disney Channel se juntaria à programação do Picnic, o novo serviço de TV paga proposto pela BSkyB para a DTT .
Começou a transmitir em widescreen 16:9 em 14 de maio de 2010. Um novo conjunto de mini-identificadores de programas que seriam lançados antes da estreia foi lançado em 11 de setembro de 2010. Em 1 de setembro de 2011, um novo logotipo foi adotado. Em 15 de setembro de 2011, uma versão HD foi lançada no Sky.
Em 1º de junho de 2012, o Disney Channel apresentou um logotipo atualizado e novos layouts de bumpers. Em julho de 2013, um novo site foi lançado com serviços On Demand e anúncios comerciais começaram a ser exibidos.
No dia 18 de julho de 2014, o canal começou a usar um novo logotipo e pacote de apresentação com uma atualização em abril de 2017, onde o canal criou novos identificadores usando uma versão 2D do logotipo e no final daquele ano foi 24 horas durante 7 dias.

## Encerramento
Em 25 de junho de 2020, foi anunciado que o Disney Channel, juntamente com seus canais irmãos Disney XD e Disney Junior, encerrariam suas transmissões no Reino Unido a partir de 30 de setembro de 2020, devido ao fato de a Disney não conseguir um novo contrato de transporte com a Sky e a Virgin Media. Todo o conteúdo do canal foi transferido para o serviço de streaming Disney+.

## Programação
| Título                        | Data de estreia        | Série atual |
| ----------------------------- | ---------------------- | ----------- |
| Bunk'd                        | 20 de novembro de 2015 | 4           |
| Raven's Home                  | 28 de julho de 2017    | 3           |
| Coop & Cami Ask the World     | 26 de novembro de 2018 | 2           |
| 101 Dalmatian Street          | 14 de dezembro de 2018 | 1           |
| Sydney to the Max             | 8 de abril de 2019     | 2           |
| Just Roll with It             | 9 de agosto de 2019    | 2           |
| Gabby Duran & The Unsittables | 25 de outubro de 2019  | 1           |

### Programação adquirida
- Miraculous: Tales of Ladybug and Cat Noir (30 de janeiro de 2016 - 2020)
- Go Away, Unicorn! (7 de janeiro de 2019 - 2020)
- Penny on M.A.R.S. (4 de junho de 2018 - 2020)
- Sadie Sparks (Abril de 2019 - 2020)
- Best Bugs Forever (15 junho 2019 - 2020)

### Filmes
Disney Channel Original Movies são transmitidos regularmente no Disney Channel, com estreias de filmes novos sendo exibidos nas noites de sexta-feira pouco depois da estréia nos EUA.

## Interatividade com os espectadores
O Disney Channel anteriormente tinha um serviço de televisão interativa na Sky, no qual os espectadores podiam pressionar o botão vermelho no controle remoto da Sky para acessar informações sobre suas séries, perfis de personagens, listas detalhadas de televisão, questionários e mensagens enviadas pelos espectadores.

## Studio Disney
Studio Disney UK foi um programa de TV ao vivo, transmitido no Disney Channel Reino Unido e Irlanda. Foi lançado em setembro de 1997 como Disney Channel UK Live, e relançado como Studio Disney em 23 de abril de 2001. Alguns dos apresentadores incluíam Nigel Mitchell, Emma Lee, Jean Anderson, Mark Rumble, Amy Garcia, David "Ollie" Oliver, James McCourt, Jemma Forte e Leah Charles-King. O Studio Disney era transmitido durante a semana, geralmente das 16:00 às 19:00, em concorrência direta com serviços similares oferecidos pelo CBBC, CITV e Nickelodeon . O show contou com uma equipe de dois a seis apresentadores que entraram no ar entre os programas, dando aos telespectadores a oportunidade de ligar, interagir e ganhar prêmios. O Studio Disney também produziu muitos de seus próprios programas curtos, incluindo Wish Upon a Star e Junior Journo, que foram ao ar durante o próprio bloco e entre programas em outros momentos. O Studio Disney parou de transmitir em 1 de julho de 2005, em consonância com o desaparecimento da apresentação interativa da tarde no CITV e no Nickelodeon no ano anterior e deixando o canal com um formato semelhante ao do seu homólogo americano .
Em 2002, o Studio Disney criou sua própria série de talentos musicais chamada "Star Ticket", que tinha como objetivo criar uma banda pop de cinco anos, com idades entre 11 e 14 anos, para se apresentar no Disney Channel Kids Awards 2002. As audições aconteceram em Edimburgo, Londres . Cardiff e Liverpool . O público de visualização foi capaz de votar em seus membros da banda desejados, o nome da banda e o nome da música que eles estariam executando. O grupo vencedor, chamado X5 (pronuncia-se cinco vezes ), gravou a música "Beyond the Stars" com um videoclipe.

## Website
O site do Disney Channel apresenta informações, jogos, recursos interativos e detalhes de contato e formulários de inscrição. O site foi feito inteiramente no Adobe Flash desde 1º de maio de 1999, no mesmo dia do relançamento da marca em 1999. Em maio de 2003, foi redesenhado para se encaixar com o outro canal da Disney em todo o mundo após a re-marca global. Em 2007, foi adicionado ao disneychannel.co.uk, quando a página inicial do site foi renovada para se adequar ao visual do site americano. Em 2011, juntamente com os outros sites da Disney, foi reformulado. Em setembro de 2011, foi renovado novamente, devido ao novo logotipo.

## Canais irmãos

#### Disney XD
Disney XD é destinado principalmente a masculina pré-adolescentes e adolescentes de 6-14 anos de idade, sua programação é composta por originais de primeira execução série de televisão, séries originais atuais e antigos e filmes feitos para cabo do canal irmão Disney Channel,  filmes lançados no cinema, e live-action e programas animados de outros distribuidores.

#### Disney Júnior
O Disney Junior (anteriormente conhecido como Playhouse Disney) é um canal infantil pré-escolar. O canal foi lançado em 29 de setembro de 2000 como Playhouse Disney, no mesmo dia do já extinto canal irmão, Toon Disney.

### Canais irmãos extintos
- Disney Cinemagic
- Toon Disney
- Jetix

## Serviços do Disney Channel
- iTunes - O canal atualiza regularmente sua biblioteca do iTunes com episódios. Alguns deles estão disponíveis em HD.
- O Disney Channel On Demand é o serviço de vídeo sob demanda do canal, oferecendo episódios selecionados da série original do canal. Está disponível no On Demand ), Virgin Media e BT Vision .
- O Disney Channel também tem um canal no YouTube, onde são exibidos vídeos de suas séries de televisão e filmes.